# Topper (yacimiento)
Topper es un importante yacimiento arqueológico ubicado a lo largo del río Savannah, en el Condado de Allendale (Carolina del Sur, Estados Unidos), del cual se ha postulado una posible presencia humana tan antigua que cuestiona las teorías sobre la llegada del hombre a América y apoya la teoría del poblamiento temprano. En Topper se encontraron artefactos pre-Clovis en arenas aluviales de 16 000 a 20 000 años de antigüedad.
En 2004, el arqueólogo estadounidense Albert Goodyear de la Universidad de Carolina del Sur, que trabaja en el sitio desde 1980, anunció también dataciones con carbono-14 que arrojaron como resultado una posible presencia humana en el lugar de entre 50 000 años AP y 37 000 años AP. Goodyear ha realizado sus investigaciones a partir de un grupo de objetos que afirma son herramientas de piedra primitivas; sin embargo otros arqueólogos han cuestionado las afirmaciones de Goodyear, sosteniendo que las dataciones son inexactas y que los objetos no constituyen herramientas primitivas sino simples piedras naturales.
Los descubrimientos de Monte Verde (Chile, Los Lagos) y otros yacimientos antropológicos de América como Piedra Museo (Argentina, Santa Cruz), Pedra Furada (Brasil, Piauí), Meadowcroft Rockshelter (EE. UU., Pensilvania), han replanteado completamente la teoría predominante sobre el poblamiento de América (teoría del poblamiento tardío) fundada sobre la cultura Clovis, que sostiene que el hombre ingresó al continente americano hace aproximadamente 13 500 años, y han dado fundamento a una nueva teoría del poblamiento temprano de América, que ubica la fecha de ingreso con anterioridad, e incluso entre 25 000 y 50 000 años adP, al mismo tiempo que modifica las teorías sobre las rutas de entrada y difusión por el continente. 
Hasta los recientes hallazgos que cuestionan la teoría del poblamiento tardío, era inusual que los arqueólogos cavaran más hondo en búsqueda de señales humanas.